# 断章のグリム
『断章のグリム』（だんしょうのグリム）は、甲田学人による日本のライトノベル。イラストは三日月かけるが担当している。電撃文庫（メディアワークス→アスキー・メディアワークス）より2006年4月から2012年5月まで発刊された。
複数巻を合本にし、本文をブラッシュアップして「ジョン・デルタ著『マリシャス・テイル』」が書き下ろされた完全版が、メディアワークス文庫（KADOKAWA）より2025年2月より発刊。カバーイラストはあんりふれが担当した。
メディアミックスとして、2009年にドラマCD化されたほか、2015年には『新耳袋アトモス』で松坂ユタカによるコミカライズの掲載が始まったが、同誌休刊のためウェブコミック配信サイト『画楽ノ杜』に移籍し、その後サイト名が『Z』に変更になっている。

## ストーリー

### 一巻『灰かぶり』
「普通」を愛する平凡な高校生・白野蒼衣は、ある日突然、学校を休んだクラスメイトのもとへ届け物をしに行く途中で謎の怪現象に遭遇した。状況が飲み込めないままに、蒼衣はそれを追っていた漆黒のゴシックロリータの衣装を身に纏う美少女・時槻雪乃に出会う。雪乃や、雪乃経由で引き合わされた古物商・神狩屋の店主、鹿狩雅孝からその現象が〈神の悪夢〉から生まれた〈悪夢の泡〉・〈泡禍〉と呼ばれるものだ、という説明を受けた蒼衣。その日から自分が愛していた「普通の日常」とは対極の､〈神の悪夢〉が創り出した悪夢の童話が顕現する世界に巻き込まれていくことになる。

### 二巻『ヘンゼルとグレーテル』
〈断章保持者〉として目醒め､〈騎士〉となることを決心した蒼衣。雪乃とパートナーとして行動を共にするようになったその頃、雪乃に唯一普通に接するクラスメイト・媛沢遥火の身に異変が起こっていた。遥火が昔のトラウマから恐怖症のように苦手としていた駐車場。そこに停まっていた車の窓に、まるで赤ん坊が覗き込んでいたかのようにべったりと手形がついていた。同じ頃、蒼衣は夏木夢見子の断章・〈グランギニョルの索引ひき〉によって、恐らく雪乃も一緒に、巨大な〈泡禍〉に巻き込まれる予言を受ける。

### 三・四巻『人魚姫』
六月初旬｡〈泡禍〉解決の要請を受け、蒼衣と雪乃は神狩屋と共に海辺のとある町を訪れた。神狩屋がかつて暮らしていたというその町に、雪乃の姉・風乃の亡霊はかつてないほどに溢れ出した〈泡禍〉の気配を感じ取る。その魔の手は奇しくも、神狩屋の亡くなった婚約者・志弦の一家にも及んだ｡「泡に触れると身体が溶ける」ー 志弦の妹・海部野千恵も直面したその凄惨な現象はやがて町全体を飲み込んでゆく。一方蒼衣は『人魚姫』の予言を読み解くうちに、神狩屋と海部野家の過去に触れ、そして雪乃の何気無い発言の中に〈泡禍〉解決の手掛かりを見つける。

### 五・六巻『赤ずきん』
神狩屋ロッジのもとに、アプルトンロッジの「世話役」四野田笑美が〈泡禍〉事件の解決要請にやってくる。そこで蒼衣と雪乃が出逢ったのは、冷たい雰囲気を持つ颯姫の妹・瑞姫と、二人に敵意を向ける非公認の〈騎士〉馳尾勇路。彼は街で起きた女子中学生の失踪事件に幼馴染の斎藤愛が関わっていることから､〈泡禍〉を一人で解決しようと奔走していた。だが､その「焦り」が仇となって〈泡禍〉は瞬く間に膨れ上がり、その果てに雪乃が意識不明の重体に陥る。手足を切られ石を詰められた死体｡「赤いものを頭につけていると影に連れていかれる」蒼衣が街に伝わる都市伝説に隠された『赤ずきん』の手がかりに気付いた時、狂気は最悪の結末を迎える。

### 七巻『金の卵をうむめんどり』
形見の指輪。それは彼女にとって唯一遺された母親との繋がりであり思い出であった。継母との確執に苦しみ、友達の雪乃の家で泣いている古我翔花。彼女のもとに現れたのは退廃的な美しさを持つ雪乃の姉、風乃だった──。さらに「占い」の果てに〈悪夢〉に取り憑かれた少女や、些細な「嘘」をきっかけに親友の〈影〉に悩まされる少女など、イソップ童話を元に生まれた、小さな〈泡禍〉の物語。

### 八・九巻『なでしこ』
「人魚姫」の事件から2か月。蒼衣と雪乃は唯一の生存者で、現在は群草ロッジに預けられている千恵の見舞いにやってくる。少しずつだが気力を取り戻していく彼女に蒼衣が安堵していた矢先、女子高生・金森琴里の自殺をきっかけに〈泡禍〉が巻き起こる｡『これから死ぬ人の前に花瓶が見える』〈保持者〉木之崎一真。琴里の死から枯れることのないユリの花。相次ぐ自殺者の出現｡〈泡禍〉が一真の親友・臣にまでおよびかかった時、蒼衣は究極の選択を迫られる。

### 十・十一巻『いばら姫』
〈泡禍〉事件解決に赴いた雪乃が帰ってこない。神狩屋からそう連絡をもらい、駆け付けた蒼衣が見たものは、異常現象で外界と遮断された「邸(やしき)」だった。“生まれ変わりの子供” の噂、死んだ姉と同じ名前を付けられた少女・真喜多莉緒。何度死んでも異形となって生き返る母親、そして二人の前に現れた「少年」。事件解決の糸口を見つけた時、蒼衣が導き出した『答え』と『結末』は──。

### 十二・十三巻『しあわせな王子』
あての無い逃避行を続ける一組の男女････多代亮介と浅井安奈。二人を追うのは『葬儀屋』から依頼を受けた蒼衣と雪乃｡『葬儀屋』の〈断章〉により生き返った「人」は「人」ではなくなる。〈泡禍〉の拡散と被害を食い止めるため二人は奔走するが、『しあわせな王子』の〈泡禍〉はすぐそこまで迫り、さらには『葬儀屋』をも巻き込んで「最悪の悪夢」へと変貌する。

### 十四・十五巻『ラプンツェル』
『葬儀屋』の件から数日後、自責の念に駆られる蒼衣は自分の〈断章〉による悪夢に悩まされていた。また『葬儀屋』を失った代償はことのほか大きく、神狩屋ロッジにはそのことで蒼衣に責任を求める抗議が相次いでいた。それでも雪乃のために〈騎士〉として現場に赴く蒼衣。その田舎町で発生した女性の自殺未遂をきっかけに巻き起こる〈泡禍〉。「突如見えない『手』に髪を引っ張られる」｡「消えたはずの『死者』が帰ってくる」。そして〈悪夢〉の『舞台』が病院に変わった時､『終焉』の幕が上がる。

### 十六・十七巻『白雪姫』
神狩屋がロッジから姿を消してから数日。蒼衣は彼が去り際に残した「言葉」がずっと引っかかっていた。そして自分の〈断章〉を理解し、向き合うために、自身の〈悪夢〉の調査を開始する。外界の全てを拒絶した少女・溝口葉耶。食い違う〈悪夢〉。そして神狩屋の目的と蒼衣の〈断章〉に隠された「秘密」。〈悪夢〉が連鎖を呼び、全てが一つになった時、蒼衣たちを待つ結末は──。

## 登場人物
※キャストはドラマCD版のもの。

### 騎士団関係者

#### 神狩屋ロッジ
主人公の白野蒼衣やヒロインの時槻雪乃を初めとした、物語の中心人物らが所属するロッジ。世話役は、神狩屋こと鹿狩雅孝。古物店の「神狩屋」を拠点としている。蒼衣が〈断章〉によって神狩屋を『消した』ことで、事実上ロッジは消滅した。
白野 蒼衣（しらの あおい）
声 - KENN
本作の主人公。私立典嶺高等学校の1年生。常に目立たないことを信条とし､「平凡」や「普通」を愛するごく普通の少年。
幼馴染の葉耶が〈異形〉と化した〈泡禍〉によって小学生の頃に〈断章保持者〉となっていたが、その過去を封じ込めていた。その〈泡禍〉のトラウマから、困っている人間を見捨てたり他人の頼みを断ることができない。また、少し心を病んだ女の子に対して義務感めいた責任を感じてしまう｡『灰かぶり』の〈泡禍〉に遭遇した際に自分の〈断章〉と、記憶の底に封じ込めていた過去を思い出して〈断章保持者〉として覚醒し〈騎士〉になる。中学時代から部活もバイトもしておらず、無趣味。自分が自分のために行うことに全く興味がない。当然だが〈騎士団〉に所属していることは両親には内密であり､〈騎士団〉の活動で帰宅が遅くなったり、地方に出張したりした際の言い訳として、部活（郷土史研究会）に入ったことにしている。
『しあわせな王子』で再びフラッシュバックが起きたことで〈断章〉が暴発し、さらに神狩屋の〈断章〉を必要以上に摂取したために葉耶の悪夢に悩まされて〈断章〉が不安定になっていく。そこにつけ込んだ神狩屋によって両親を殺されてしまうが、雪乃と入谷のために本当の意味で〈悪夢〉を受け入れる。その後いつ再び〈悪夢〉に引きずり込まれるか分からない爆弾を抱えながらも、自分が新たな「ロッジ」を作り、雪乃たちがいる世界を『普通』にするために生きていくことを決める。
保持する〈断章〉の名は〈目醒めのアリス〉。抱えた悪夢の内容は “自分が見捨ててしまった人間が破滅する” 。他人が抱えた悪夢を理解・共有することができ、その理解した事実を拒絶することによって、悪夢を悪夢にとっての最も近しい現実、すなわち〈保持者〉あるいは〈潜有者〉自身に返す。蒼衣に悪夢を返された相手はその悪夢を維持できなくなり、完膚なきまでに異形化し、最終的には消滅する｡〈泡禍〉に対する究極の切り札とも言える万能の武器だが、敵・味方の区別なく、拍子抜けするほどにあっさりと殺害してしまう可能性がある諸刃の剣。また〈効果〉を発動させる条件の都合上、他人の悪夢を深い所で感じ取らなければならず、毎回非常に苦しむこととなる。他方、理解・共有に至っていない〈泡禍〉に対しては何もできないため、普段は雪乃の付き人のような状態。しかし断章の影響なのか泡禍の構成について鋭く、その点は雪乃も認めている。『なでしこ』の〈泡禍〉では2つ目の『なでしこ』が出現する前にその本質に気付き、犠牲を払いながらも予言を食い止めることに成功する。
断章詩は〈本当の君はなんだ?〉〈君の好きにすればいい。君の本当の形は君しか知らない。誰も君の形を縛ってなんかいない。──変われ〉（1巻にて。以降の巻では〈誰も君の形を縛ってなんかいない。──変われ〉の冒頭へ一言加える形に省略されている）。
- 『灰かぶり』の〈泡禍〉における配役は「王子様」。
- 『ヘンゼルとグレーテル』の〈泡禍〉における配役は「ヘンゼル」。
- 『人魚姫』の〈泡禍〉における配役は不明。
- 『赤ずきん』の〈泡禍〉における配役は「狩人」。
- 『なでしこ』の〈泡禍〉における配役は不明。
- 『いばら姫』の〈泡禍〉における配役は「百年目の王子」。
- 『ラプンツェル』の〈泡禍〉における配役は「王子」。
- 『白雪姫』の〈泡禍〉における配役は「姫を助けにきた王子」。

時槻 雪乃（ときつき ゆきの）
声 - 藤村歩
本作のヒロイン。公立第一高校の1年生。道を歩くだけで人目を引くほどの整った硬質な美貌と 長い黒髪を結んだゴシック調のリボンが特徴の少女。しかし、常に不機嫌そうに見える冷たい瞳と手首の傷を隠す包帯が他人を寄せつけず、また彼女自身も他人と必要以上に触れ合うことを忌み嫌っている。姉の風乃に浮かび上がった〈泡禍〉で家族を全て失い〈騎士〉になる。周囲の大人たちが心配するほど〈泡禍〉に対して激しい憎悪を持っており、それと同時に「普通の日常」に生きることを放棄している。そのため、〈断章保持者〉でありながら「普通の日常」を愛し続け、事ある毎に自分を「普通の日常」の側に連れ戻そうとする蒼衣に対しては反感を抱いている。その際の口癖は「うるさい。殺すわよ」。戦闘の際には、風乃の遺品であるゴシックロリータ趣味のドレスを纏う。
好戦的な性格と無表情故にあまり動じない印象を受けるが､〈断章〉で人らしいものを殺した日の夜は風乃の〈泡禍〉を思い出して涙を流すことがよくあるらしい。そもそもこの性格は〈泡禍〉との戦いのための行動の賜物のようで、余裕がないときなどには無意識のうちに元来の性格に由来する情に厚い行動をとることもある。
保持する〈断章〉の名は〈雪の女王〉。雪乃の肉体的な苦痛を炎に変える。ただし、その苦痛に集中していなければ、現出させた炎を維持できない。カッターナイフで手首や腕をリストカットのように切りつける手法を基本としている。
断章詩は〈私の痛みよ、世界を焼け〉。また、一度発動させれば〈焼け〉の一言で更に炎を発生させることが可能。
また、両親の惨殺死体と自宅が炎上する様を目の当たりにしたことで、肉類が一切食べられないため、栄養補給の手段は専らサプリメントに頼っている（生前は精神安定剤と睡眠薬漬けだった風乃の劣化行為の側面も兼ねている）。
- 『灰かぶり』の〈泡禍〉における配役は「灰」。
- 『ヘンゼルとグレーテル』の〈泡禍〉における配役は「グレーテル」。雪乃には「グレーテル」が迷わず家に帰れるようにパン屑を撒く「ヘンゼル」の配役である蒼衣がついていたため､「殺人」を犯しても「帰る場所」を失うことはなかった。
- 『人魚姫』の〈泡禍〉における配役は不明。
- 『赤ずきん』の〈泡禍〉における配役は「狩人」。
- 2つ目の『なでしこ』の〈泡禍〉における配役は「お城の料理番」。
- 『いばら姫』の（泡禍）における配役は「王子たち」。
- 『しあわせな王子』の〈泡禍〉における配役は不明。
- 『ラプンツェル』の〈泡禍〉における配役は不明。
- 『白雪姫』の〈泡禍〉における配役は不明。

時槻 風乃（ときつき かぜの）
声 - 遠藤綾
雪乃の2歳年上の姉。生前は、世間に馴染めず自傷癖を持った病んだ少女で、現在は雪乃に取り憑いている亡霊という立ち位置。亡霊姿の風乃が生前の風乃とイコールの存在であるのか、雪乃が造りだした風乃のイメージを投影しただけの虚像なのかは作中でも解釈が分かれている。雪乃に宿る〈断章〉の一部にしてオリジナル。風貌は雪乃と瓜二つだが、常に純粋な悪意を湛えた笑みを浮かべており、同じゴシックロリータ趣味のドレスも風乃が着ていると雪乃が着ている時よりも少女性が強調されて感じられる。普段の亡霊状態では雪乃と、他人の〈断章〉を共有する〈断章〉を抱えた蒼衣以外は存在を知覚できない。蒼衣のことを気に入っているらしく､〈断章〉名で呼んで可愛がっている。外伝小説『時槻風乃と黒い童話の夜』は生前の彼女を主役においている。
普段の亡霊状態での能力は〈泡禍〉に対する高い感知能力。
断章詩は〈愚かで愛しい私の妹、あなたの身と心とその苦痛を、全て私に差し出してくれる?〉
風乃がそう訪ね（ただし、この問い掛けは必須ではない）、雪乃が〈あげるわ〉と答えることで、雪乃の苦痛を吸い上げ（雪乃のリストカット跡が新しいものも古いものも構わず全て開く）現出することが可能。その際に操る炎は雪乃のものとは比べ物にならない威力のうえに､〈泡禍〉に連なる事象しか焼き尽くさないという特性を持つ。
鹿狩 雅孝（かがり まさたか）
声 - 三木眞一郎
古物商「神狩屋（かがりや）」の店主。蒼衣たちが所属する〈ロッジ〉の世話役であり、サポート担当。通常は店名の「神狩屋」で呼ばれ、地の文でもそう表記される。本名で呼ぶのは瀧と入谷くらい。元は大学で民俗学などを学んでおり、童話やシンボル学に造詣が深い。その関連の話になると周りを気にせず話し続ける癖がある。大学在学中に入院した病院で、後に婚約者となる志弦と知り合い駆け落ちをした。しかし、志弦は神狩屋に浮かび上がった〈神の悪夢〉による〈泡禍〉の犠牲となり自殺している。優しく温厚な態度の裏に強烈な自殺願望を抱えているが、断章のために不老不死である。それが『しあわせな王子』の件でより顕著になっていき、しまいには蒼衣の〈断章〉によって殺してもらうことを切望するようになる。そのために蒼衣を恨む勇路の存在を隠したり、自分の〈断章〉をわざと〈異形〉化するほどの量を与えるなど暴走を誘発するよう仕向け始め、さらに夢見子を利用して蒼衣の悪夢に便乗し、次々と周囲の人々や一般人を手にかけた。最後は〈悪夢〉を理解した蒼衣により消滅した。
保持する断章の名は〈黄泉戸契〉（ヨモツヘグリ）。抱えた悪夢の内容は “自分だけが死なない” 。神狩屋の血液などを摂取することで、ケースバイケースだが、あらゆる肉体の外傷を治癒することができる。ただし、瞬時に〈異形〉化するため一般人には使用できず、耐性のある〈断章保持者〉でも摂取し過ぎると〈異形〉化する可能性があるらしいため、治療の際には少しずつ様子を見ながら使用している。また、神狩屋自身はいかなる外傷を負っても、意思とは関係なく瞬時に〈効果〉が発動するため、決して肉体的な損傷で死ぬことはできない。
- 『八百比丘尼』の〈泡禍〉における配役は「人魚を食べた娘」。
- 『人魚姫』の〈泡禍〉における配役は「人間の王子様」。そのため「人魚姫のお姉さん」の配役である千恵に滅多刺しにされたが､〈断章〉の〈効果〉によって存命。
- 『白雪姫』の〈泡禍〉における配役は、本人曰く「お妃」または「毒リンゴ」。だが、すでに広がっていた〈泡禍〉により別の人物に配役が与えられていたので、実際に彼が組み込まれることは無かった。

田上 颯姫（たのうえ さつき）
声 - 福圓美里
「神狩屋」に所属する〈騎士〉の一人であり、サポート担当。日本で最も有名で人数の多い〈血脈〉に連なる。見た目の年齢は中学生くらいだが、〈断章〉のため学校には行っていない（そもそも戸籍を持たない私生児であるため、学校に通うことができない）。普段は「神狩屋」の雑用係のようなことをしている。四人姉妹の上から三番目で、瑞姫の姉。自身の悲惨な現状を気にせず、明るく場を盛り上げるが、あまりに前向き過ぎて痛々しく見えることも多い。頭の中には〈断章〉の〈効果〉である小さな赤い蟲が無数に潜んでいて、イヤーウィスパーを外すことで耳の穴から無尽蔵に溢れ出す。最後まで神狩屋を信じ続けていた一人で、神狩屋ロッジの消滅後は夢見子共々群草ロッジに預けられる。
保持する断章の名は〈食害〉。ありとあらゆる記憶を喰らい、抹消してしまう蟲｡〈泡禍〉による異常現象が公にならないように､〈泡禍〉の現場や異常な形状に変貌した被害者などに関する記憶を周囲の人間から抹消することで、究極の人払いを行うことができる。ただし、頭の中の蟲は外に出ていない時には颯姫自身の記憶を喰い荒らしているため、反復しない記憶はすぐに忘れてしまう。そのため幼少期もとい、数年前より昔の記憶が全く残っておらず、妹の瑞姫を産んですぐに亡くなったという母親のことも全く覚えていない。次々に失われる記憶を補うために常にメモ帳を首から提げている。神狩屋が他の〈ロッジ〉に出向いたりして留守になる時は、その日の予定（そのほとんどが「ゆみこちゃんに〜」で始まっている）を書いた大量の紙をあちこちに貼り付けている。
夏木 夢見子（なつき ゆみこ）
「神狩屋」の奥にある書庫で暮らし、一日中絵本を読んでいる少女。3年前に〈泡禍〉に遭遇したことで心が壊れて恐怖以外の感情を失い、外界の出来事にほとんど反応しなくなった。現在までのところ発狂には至っていない。1人でいる時は決して眠らず、特に夜は近くに気の許す相手がいないと眠ることができない。
実は葉耶の従姉妹に当たる少女で、彼女の母親がよく預かっていた。あの日葉耶に会いにやってきた蒼衣とともに〈悪夢〉を見たことで、ほぼ同時期に〈断章〉が発生していた。年々〈断章〉が抑え切れないほど活性化しつつあり、自分に関わった神狩屋と入谷のほか、周りの〈断章保持者〉たちにも影響を及ぼしていた｡『白雪姫』の収束後は颯姫共々群草ロッジに預けられ、少しずつではあるが表情などに変化が起こっている模様。
保持する断章の名は〈グランギニョルの索引ひき〉。童話の形を取るほどに巨大な〈泡禍〉が現れる時に、その〈泡禍〉の内容を童話の形で予言する。また、この〈断章〉が発動した現場に居合わせた夢見子以外の人間は例外なく、その巨大な〈泡禍〉に何らかの形で関わることになる。予言が外れたことは一度もない。ただし、本来ならば童話の形を取るほどに巨大な〈泡禍〉は数年に一度のレアケースのはずだが、蒼衣が雪乃と出会い〈断章〉に覚醒してからは異様な頻度で発生している。これは、上記の通り蒼衣と夢見子の〈断章〉が同じ〈泡禍〉から枝分かれしてできたために起きた一種の共鳴反応である。そして〈悪夢〉を童話の形にエスカレートさせて〈保持者〉の中の〈悪夢〉を暴発させるのが本当の能力で、発狂に至っていなかったのは制御そのものができていなかったためである。この際の〈断章詩〉は〈こうなったら何回だって、白雪姫を殺してやる〉
また、夢見子の〈断章〉に時おり登場する『見えない手』や『童話を読み聞かせていた人影』は、昔こっそり童話を読んでくれたお姉さん＝葉耶の写見だと思われる。
- 『白雪姫』の〈泡禍〉における配役は、神狩屋曰く「生まれたばかりの白雪姫」。

入谷 克利（いりや かつとし）
20代後半ほどの整った顔立ちの青年。茶色に染めた長髪にダークスーツを纏った細身の長身という俳優を思わせる外見だが、その目付きや漂わせる雰囲気は荒んでいる。各地から引っ張りだこになっている有力な〈騎士〉で、物語の当初からずっと出張中であったが、終盤になって初めて姿を現した。彼の騎士としての生き方は雪乃の目標となっている。神狩屋とは旧知の仲で、彼の裏切りを知りつつも最後までその身を案じており、彼の〈断章〉が蒼衣を雪乃のもとまで導いた。
保持する断章の名は〈軍勢〉（レギオン）。自らの背後に「軍勢」という名の50名以上の大量の亡者を常に従え、彼らを用いて、人に害を成す〈異端〉や〈異形〉などを殺す。これらは入谷が〈断章〉を使わない限り普通の人間はもちろん他の〈保持者〉たちにも見えないが、上記の〈断章〉により蒼衣にだけはハッキリと見える。無理心中の生き残りであるというトラウマが断章の元となっており､〈軍勢〉の面々は初めは死んだ家族たちのみだったが、断章による新たな犠牲者を末席に加えるという形で年々その数を膨れ上がらせている。断章詩は〈一緒に死のうか〉。

#### アプルトンロッジ
世話役は四野田笑美。喫茶＆ナイトバー「アプルトン」を拠点とする。
四野田 笑美（しのだ えみ）
喫茶&ナイトバー「アプルトン」の店主｡「神狩屋」にとっては茶道具を買いに来る上得意でもある。朗らかかつ和やかで、大人の女性の包容力に満ち溢れた女性。にこやかな笑顔と柔らかい物言いを崩さないが、少々過干渉の気味があり、子供に対しては保護・監督の姿勢を崩さないため、独立志向の強い雪乃や勇路からは露骨に嫌われている。緊張感がないという点では蒼衣に通じるものがある。人間の善意や好意を根本的に信じており（雪乃曰く「性善説を地で妄信しているふしがある」）、他人の悪意や敵意に鈍感。その反面情緒不安定なところがあり､〈断章〉を発動させると見境がなくなる、また自分の断章を気に入っている描写があり勇路からは狂人と呼ばれたこともある。暴走する勇路を取り押さえる際に躊躇なく勇路の指を切断し、治療役の神狩屋がいるという理由で、耳・舌・手・足に至るまで切断しようとしたほど。
保持する〈断章〉の名は〈聖女ギヨティーヌ〉。裁ち鋏を対象に向け、鋏の刃を合わせる事で、対象を切断する事ができる。切断する部位は鋏を向ける事ではなく、彼女の意思によって決定される。鋏で夫を惨殺した過去から〈保持者〉になったため、彼女にとっては鋏がトラウマの根源。そのため「アプルトン」には鋏が一切置かれておらず、手紙を包丁で開封するシーンがある｡〈ロッジ〉の世話役だが、神狩屋や群草とは違い、戦闘要員の〈騎士〉で、以前は雪乃以上に名を馳せたこともある｡「白雪姫」で夢見子による〈断章〉の暴発で死亡。
- 『赤ずきん』の〈泡禍〉における配役は「狩人」。

馳尾 勇路（はせお ゆうじ）
「アプルトン」が預かっている少年｡〈泡禍〉によって発狂した母親に虐待された過去から〈保持者〉になった｡〈騎士〉になることを執拗に望んでいるが、世話役の笑美の一存で却下され続けており、自他共に認める実力があるにもかかわらず、自分を一人前として扱わない笑美に対して相当の苛立ちを感じている。顔も服装も性格も一口に言えば不良であり、言動も非常に横暴かつ粗野。左襟と左袖に大きな安全ピンを6本ずつ刺している。このピンはアクセサリーなどではなく、彼にとっては武器。
保持する〈断章〉の名は〈刀山劍樹〉。彼の肉体的な苦痛を引き換えに、対象の地面に触れている部分に、地面から生えた無数の針が突き刺さり動きを封じ、さらには突き刺さった部分から無数の針が対象の体内に湧き出し、肉体を完膚なきまでに破壊することができる。安全ピンを手のひらに刺し込む手法を基本としている。非常に攻撃性が強い〈断章〉であるが、彼にとっては針こそがトラウマの根源であるため、現象の維持には甚大な精神力を必要とする。断章詩は〈自由を奪うモノは檻に〉。
『赤ずきん』の〈泡禍〉の中で、雪乃に重傷を負わせ、笑美から制裁を受け、瑞姫を失い、最後の最後まで愛が〈潜有者〉だという事実に気づかなかった。最終的には「笑美を困らせるために〈潜有者〉を匿って瑞姫を見殺しにした」と詰った健太郎を殴って逃亡し、行方をくらませる。
後に『いばら姫』でリカのロッジに所属する〈騎士〉として再登場。最初に異端を殺したものの、その後真喜多家が密室状態になったと聞き再突入、瀧の断章によって蘇った瑞姫を連れて庭の倉庫に閉じこもっていた。事件後はリカにあてがわられたマンションに二人でひっそりと暮らしていた。だが、ある日、自分の目の前で瑞姫が消滅してしまい、その原因が蒼衣にあることと彼の居場所を神狩屋に教えられ復讐のために姿を現す。そこでたまたま遭遇した「ラプンツェル」事件を収束させたのち、そのロッジも出奔して再び行方知れずとなる。その後は放浪の末に神狩屋から夢見子と颯姫の面倒を見ることを盾に（不本意ながらも）協力者に仕立て上げられてしまうが、捕まっていた雪乃と二人の救出のために神狩屋に立ち向かい返り討ちにあう。
主要人物の中では唯一生死が明確に記されていないが、作者のTwitterにて、あの後も『赤ずきん』の事件を引きずり続け、蒼衣たちとは和解しないまま姿を消したとされている。
- 『赤ずきん』の〈泡禍〉における配役は「他人の言葉に耳を貸さない赤ずきん」。また、彼の〈断章〉は「針の道」ゆえに､「狩人」の配役である蒼衣、雪乃、笑美の言う事を聞かず､「狼」の配役である愛を止めることはできなかった。
- 『いばら姫』における配役は「最後の糸車」。
- 『ラプンツェル』の〈泡禍〉における配役は「王子」。

田上 瑞姫（たのうえ みずき）
「アプルトン」に所属する〈騎士〉の一人であり、サポート担当。日本で最も有名で人数の多い〈血脈〉に連なる。見た目の年齢は小学校高学年くらいだが､〈断章〉のため学校には行っていない（それ以前に戸籍を持たないため、学校に通うこと自体ができない）。本来なら颯姫のように、普段は「アプルトン」の雑用係のようなことをしているはずだが、勇路に付き従っており、笑美との折り合いも決してよくない。四人姉妹の上から四番目で、颯姫の妹。自身の悲惨な現状を気にしている様子は見られないが、年甲斐もなく冷え切った瞳が印象的で、非常に寡黙。チェック地のバンダナで隠している髪の下には〈断章〉の〈効果〉である小さな赤い蟲が無数に潜んでいて、イヤーウィスパーを外すことで無尽蔵に溢れ出す。 唯一自分を叱ってくれる勇路を慕っており､「普通の人間のために自らを犠牲にする」という勇路の〈騎士〉の理念に従おうと考えている。
保持する〈断章〉の名は〈食害〉。ありとあらゆる記憶を喰らい、抹消してしまう蟲｡〈泡禍〉による異常現象が公にならないように､〈泡禍〉の現場や異常な形状に変貌した被害者などに関する記憶を周囲の人間から抹消することで、究極の人払いを行うことができる。ただし、頭の中の蟲は外に出ていない時には瑞姫自身の記憶を喰い荒らしているため、反復しない記憶はすぐに忘れてしまう。そのため数年前より昔の記憶が全く残っておらず、姉の颯姫のことや自分を産んですぐに亡くなったという母親のことも全く覚えていない。次々に失われる記憶を補うために常にメモ帳を首から提げている。
『赤ずきん』の〈泡禍〉の中で､〈潜有者〉だった愛を庇って環に擬態した〈異形〉に殺害されたが､『いばら姫』では瀧の〈断章〉で蘇り、リカのロッジに所属している。だが、瀧が蒼衣によって死んだことで〈断章〉が消えたために消滅してしまう。また、本来なら〈断章〉で蘇った者は例に及ばず発狂してしまうのだが、瑞姫は自身の〈断章〉によってまぬがれた様子。
織作 健太郎（おりさく けんたろう）
ナイトバー「アプルトン」のバーテンダー。数年前までは笑美のパートナーとしてサポート担当の〈騎士〉だったが、瑞姫が「アプルトン」に所属したことを受けて引退している。ただし有事の際にはその限りではなく、笑美の頼みは断れないらしい。むしろ笑美を崇拝し、妄信している節もある。朗らかではあるが〈騎士〉とは思えないほどに気弱そうな表情と言動が特徴的で､〈騎士〉を引退することを熱望していたように見受けられる。怖いものが苦手らしいことや、大袈裟なリアクションから、蒼衣には「敷島に似ている」と思われている。笑美いわく「〈保持者〉としての影が薄すぎる」そうで､「罪悪感のない〈保持者〉は悪い考えを起こしやすい」らしい。
保持する〈断章〉の名は不明｡〈効果〉は〈食害〉と同じく人払いや空間の隔離だと思われる。ただし、発動させている最中は、普段からただでさえ悪い顔色がさらに悪くなる。体に掛かる負担が大きいのか、それとも彼の性格的にトラウマに耐えるとそうなるのかは不明。

#### 群草ロッジ
世話役は群草宗平、後に木之崎一真がその跡を継ぐ。工芸店「群草工芸」を拠点とする。
群草 宗平（むらくさ そうへい）
工芸店「群草工芸」の店主にして「世話役」。頑固で無愛想だが、下手な干渉もしないため、雪乃からは付き合いやすい人間と思われている。しかし、雪乃の〈断章〉を無理矢理今の形に抑え込んだ張本人のため、いまだ彼女からはそのことを恨まれている。
保持する〈断章〉の名は〈アンデルセンの棺〉。死体と彼がいる空間を、外界から切り離された棺の中に埋葬してしまい、誰にも認識できなくすることができる（正確には背景の一部のように認識される）。命名したのは神狩屋。人払いという目的の点では颯姫の〈食害〉と同じだが、汎用性は低く、有用性では大きく劣る。
『なでしこ』の泡渦で木之崎一真が異端になったと考えを早まったために、神狩屋の〈黄泉戸契〉の治療では異形化してしまうほどの重傷を負う。しかし一真の〈断章効果〉を封じるために〈黄泉戸契〉でわざと〈アンデルセンの棺〉を不安定にして、金森琴里の死体と共に教室の一室に封じられることを決意。木之崎の断章によって死を予言された人々が寿命で死ぬまでの間、神狩屋の切り離された腕の血肉を食いながら閉じ込められ続けることになる。
木之崎 一真（きのさき かずま）
「群草ロッジ」に所属する〈保持者〉の少年。琴里と臣の幼馴染。琴里の心理をかなり理解していて、自殺原因にも見当がついている。『なでしこ』の〈泡禍〉の〈潜有者〉かと目されていたが、半分外れていた。
保持する〈断章〉は､『これから死ぬ人の机の上に花が現れる』というもので、抱えた悪夢の内容は “隣に死者がいる” 。元々は名称がないほど弱い〈断章〉だと思われていたが、最終的には梢枝の〈泡禍〉に誘発されて暴発しかけ、一度死んだ者たちが花から生き返るという怪奇現象を起こしてしまう。これを見た群草は、元々は『花が置かれた人が殺される』〈断章〉だったのではないかと推測している。名称は別れの直前につけてもらった様子。また、作中で一度群草に〈お花の王子様〉と呼称されている。〈断章〉の元となった出来事は、隣の家の敷地を掘ったらその家の子供の死体が発掘されたこと。そして、子供が埋められていた真上の紫陽花と、学校でその子供の机の上に置かれた花瓶に共通点を見出してしまったこと。
群草と別れた後は持ち前の社交性とコネクションでロッジを引き継ぎ自ら世話役となる。終盤では二十人近い〈保持者〉の互助を取りまとめるまでに成長し、颯姫と夢見子の世話を引き受ける。
- 『なでしこ』の〈泡禍〉における配役は「狩人」。

海部野 千恵（あまの ちえ）
海部野幸三の娘で、志弦の妹。志弦の婚約者であった神狩屋の義妹。志弦によく似た容姿をしており、髪も生前の志弦のように長く伸ばしていたが、雪乃の〈断章〉によって肩口辺りで焼き切られた。ボーイッシュな性格と口調。周囲に変人扱いされるほどの潔癖症で常に白い手袋をはめている。手洗いや除菌を執拗なまでに繰り返すため、両手の肌はひび割れ、血が滲み、爪は油脂を失って変形している。彼女が大量の洗剤を湯水のように使うため、海部野家の周りの排水溝からは大量の泡が溢れ出し、家の中にも広がっている。この潔癖症は、心臓手術を受けた志弦との初めての面会の際に、手洗い消毒をせずに病室に入ろうとして、医師から「姉を殺すつもりか」と叱責されたことに起因している。
『人魚姫』の〈潜有者〉と疑われていたが、全くの誤判だった。挿絵に顔がきちんと描かれていながら､〈潜有者〉でなかった最初の〈潜有者〉候補でもある。
泡禍に覆われた海部野家唯一の生き残り。事件後は､〈人魚姫〉の〈泡禍〉が彼女の心にどのようなトラウマを与えたのかを見極めるためと、今後の彼女がどのように社会に関わっていくかを見定めるために､〈群草ロッジ〉に預けられていた。8巻で再登場。父の死を「事故みたいなものと考えてる」と評し、親の敵である蒼衣や神狩屋と顔を合わせても平静を保っていた。再登場までの間に断章詩の訓練も行い、一応成功している様子。だが、潔癖症を残していたために泡を用いた消毒をやめられず、一度入浴中にフラッシュバックが起きて大怪我を負った。命に別状はなかったものの、顔の左半分などの怪我をしたところには包帯を巻いている｡「白雪姫」の件で唯一の身内であった神狩屋も失うが、蒼衣とは対立も敵対もしていない。
保持した〈断章〉については不明だが、断章詩と共に洗剤の容器にさしたストローに息を吹き込むことで相手を溶解させるらしい。
- 『人魚姫』の〈泡禍〉における配役は「人魚姫のお姉さん」。

#### ネットロッジ
世話役はリカ。店などの決まった拠点を持たず、インターネットを介しつながっている騎士たちのロッジ。ロッジとしては変わり種であり、集うメンバーも風変わりな人物が多いという。
リカ
ネットで管理している〈ロッジ〉のまとめ役だが、神狩屋に言わせると「ならず者を飼うのが趣味で世話役をやっている」。眼鏡をかけた、長い黒髪の女性。飄々としていて、つかみどころがない。初対面の者を煙に巻こうとすることが好き。アニメに出てくる猫のような笑い方をする。肝心なことを笑ってはぐらかす一方､「面白いかと思って」(本人談）蒼衣と勇路たちを引き合わせるなど愉快犯めいたところがある。
保持する〈断章〉の名は〈友達の友達〉、あるいは〈チェシャ猫〉。毎日寝るたびに様々な人生を送る『リカ』の夢を見、その約半数は酷い死に方をして目を覚ます。そしてそのすべての『リカ』は実在し、夢の中の出来事も現実である。目を覚ますまでは夢と気付かないため、本人にも本当の自分がどれなのかが分かっていない｡『金の卵をうむめんどり』に収録された三つの短編や､『いばら姫』に出てくる怖い話などの『加古下 梨花』『リカ』『小杉 璃華』は、全てこの〈断章〉の〈効果〉によるものだと思われる｡「白雪姫」で夢見子による〈断章〉の暴発で死亡。
大隅（おおくま）
大柄で不良じみた格好をしているが気弱な中年男性。その性格とあまり効力の大きくない断章のため、前に所属していたロッジではめちゃくちゃな扱いを受けていたといい、引き取って世話をしてくれたリカに多大な恩義を感じ「姐さん」と呼んで慕っている。一時期は鬱のようになっていたが、リカに救われたことから社会復帰を果たした。
保持する〈断章〉の名は不明｡〈葬儀屋〉と比べ「使えない死体処理係」と呼ばれている。大量のゴキブリに死体の肉を食わせて処理を行うという断章を持っているらしい｡「白雪姫」で夢見子による〈断章〉の暴発で死亡。

#### 無所属・所属不明の騎士
瀧 修司（たき しゅうじ）
常に喪服を着ている、寡黙な大男｡〈泡禍〉による被害者の異常な死体の後始末を任されている。神狩屋いわく､「彼ほど有能な死体処理係は存在しない」らしい。ただし、長期間に渡って自分の〈断章〉と付き合い過ぎたため、人間としての正気を保ってはいるものの精神は普通の人間からは逸脱しており、蒼衣曰く「長大な葬列を一人に押し固めたような」異質な気配と雰囲気を全身に纏っている。可南子と常に二人組で行動している。
以前はある陶芸家に師事し、その後独立するも、生来の寡黙さ故に作品の売り込みなどができず、兄弟子たちからの援助でなんとか食いつないでいた。そんな最中、瀧の作品を見た可南子が工房へ足を運び、そのまま彼女と同居するようになる。だがある日可南子は倒れ、可南子が不治の病であることを知るが、可南子が病院にかかることを拒否し、自分が死んだら瀧の工房の窯で焼いてほしいと頼まれる。可南子を焼いた後、自らも死のうと考えていたが、何が発端か切り刻んだ可南子は蘇り、その後発狂。彼女が落ち着くまで数年を要し、その間〈異形〉であった可南子を匿っていたということで〈騎士団〉に知られることとなる。この時担当した〈ロッジ〉の〈騎士〉を一人殺してしまっている。
保持する〈断章〉の名は〈葬儀屋〉。彼の手によって切り刻まれた死体は血の一滴、髪の一筋、肉の一欠片も残さずに全てが心臓のある部分に集合し、生命活動が再開される（ただし心臓が失われていると効果を発揮しない）。血痕反応に至るまで消滅させることができるため、彼が死体処理係として名を馳せているのは、ひとえにこの〈効果〉に所以する。この〈断章〉を使えば一度死んだ人間を生き返らせることも可能だが、生き返った人物は切り刻まれている間の記憶も残ってしまうために発狂に陥り『人』ではなくなる。普段は山間に在する実家で陶芸業を営んでおり､〈効果〉によって生き返った死体はそこの窯で焼かれる。灰になるまで焼き続けることで、完全に消滅させているらしい。また､〈効果〉によって生き返った死体の全身部分が揃っていない場合、彼が手を触れていない部分も生命活動を再開し、全身の部位は一つになろうとして暴れるため、その反応を基に死体の未発見部分を探すこともできる。
神狩屋と仲が良く、神狩屋以外の人間とは（助手の可南子であっても）滅多に口を利かない。
「しあわせな王子」を収束しようとした蒼衣の〈断章〉の暴発に巻き込まれて消滅してしまった。
- 『しあわせな王子』の〈泡渦〉での配役は、明確に記されていないが恐らく「王子」。

戸塚 可南子（とつか かなこ）
瀧の助手。年齢は蒼衣たちよりも少し年上くらい。文字通りに瀧のサポート役であり、瀧の〈断章〉によって生き返った死体の運搬・始末が主な役目（瀧の〈断章〉によって生き返った死体はそのままにしておくと暴れ出すため、それを防ぐために生き返るそばから再び殺さなければならない）。コミュニケーション能力皆無の瀧に代わって、状況を説明する役割も担っている。また、瀧と同じく常に喪服を着ている。
〈断章保持者〉かどうかは明らかになっていないが、瑞姫の〈食害〉を無害と発言している。
『いばら姫』で一度死ぬが、瀧の断章で蘇っている（ただし神狩屋曰く「最初からそうなんだよ」）。
以前は芸大生であったが、自分の芸術活動に限界を感じていた時期に不治の病であると診断され生きる気力を失っていたが、展覧会で瀧の作品と出会い、工房へ足を運び、彼と出会う。そのまま瀧の工房に住み込んで彼の身の回りの世話などをこなしていたが、ある日倒れてしまう。だが病院にはかからず、瀧の作品の一部になることを望み、死んだあとは瀧の工房の窯で焼いてほしいと遺言を残し息を引き取る。その後瀧に体を切り刻まれるが、最初の蘇りで発狂。落ち着くまで数年を要し、現在も数か月に一度はフラッシュバックが起こる。
「しあわせな王子」を収束しようとした蒼衣の〈断章〉の暴発に巻き込まれて消滅してしまった。
- 『いばら姫』の〈泡渦〉での配役は、蒼衣の言葉によると「王子たち」。
- 『しあわせな王子』の〈泡渦〉での配役は、明確に記されていないが恐らく「ツバメ」。生前の可南子の行動と瀧の〈断章〉が〈泡禍〉と結びつき、その結果『異端』の暴発を生んでしまった。

〈名無し〉（アノニマス）
〈断章保持者〉の女性。特定の〈ロッジ〉には所属していないと思われる。
保持する〈断章〉の名は〈名無し〉（アノニマス）。あらゆる事物の名前を喰うことで、名前を喰われた事物は完全に消滅し、誰にも認識できなくなる。そのため、公の事件にするわけにはいかない被害者の記憶自体を万人から奪うことで、究極の揉み消しをすることができる。颯姫の〈食害〉と同じくらいに〈騎士団〉の活動に不可欠である〈断章〉のため、常に日本中を飛び回っている。また、彼女自身は既に名前を喰われているため､〈断章〉の〈効果〉に対する精神的耐性を持つ〈断章保持者〉以外の人間は、彼女を見ることも、声を聞くこともできず、触れられたとしても何も感じない。彼女の戸籍などの記録は形としては残っているが、それを目にしたとしても誰もその文字を意味のある言葉として認識できなくなっている。蒼衣の断章の脆さと危うさを最初に指摘した人物。

### サブキャラクター
敷島 譲（しきしま ゆずる）
蒼衣のクラスメート。長身大柄で 佐和野の話によると昔から相当のお調子者｡「ロボトミー」というアダ名をつけられるなど、事ある毎に佐和野にいじられている。
佐和野 弓彦（さわの ゆみひこ）
蒼衣のクラスメート。敷島とは小学校中学校が同じ 幼馴染で、趣味は彼をいじること。
三木目 源（みきめ げん）
神狩屋の知り合いの医者。元々志弦の主治医だった縁で、神狩屋が〈保持者〉となった経緯を知る。彼自身は〈保持者〉ではないらしいが､〈黄泉戸契〉を使えない傷の治療など、なにかと協力してくれる、また『灰かぶり』のラストにも登場している他『なでしこ』の〈泡渦〉の際には神狩屋がロッジの留守番を依頼する描写がある。
『白雪姫』で神狩屋の「実験」に巻き込まれ死亡。生前は天涯孤独で、蒼衣によって彼の少ない遺灰は同じく開業医だった兄の墓に撒かれた。
溝口 葉耶（みぞぐち はや）
蒼衣の幼馴染で初恋の人にしてトラウマの元凶。短い髪に白いワンピースを着ている。蒼衣と夢見子に宿る〈断章〉のオリジナル。蒼衣より1歳年上で、幼稚園のころにはもう児童文学作品などを読んでいたほど頭の良い少女だったが、その聡明さにより両親の不仲に気付いてしまったために愛されなくなり、5歳のころにはすでに自傷癖の持ち主で、たびたび蒼衣と町はずれの倉庫を『王国』という名の隠れ家にし、そこで呪いの儀式じみた遊びをしていた。小学生の時、唯一の拠りどころだった蒼衣に拒絶され、彼女に浮かび上がった〈泡禍〉によって異形化し死亡する（公的には行方不明ということになっている）。彼女の存在は今でも蒼衣の心に影響を与えており、特に雪乃のことは彼女と重ね合わせて、絶対死なせないと密かに誓うほど。
実は異形化して死んだというのは蒼衣の〈断章〉と拒絶が起こした思い込みで、実際は母親によって虐待の末に殺害され自宅のガレージに埋められていた。その後娘が生き返ってくる悪夢に苛まれた母親の〈泡禍〉により何度も殺され続ける。死後は風乃同様に〈断章〉の一部となって蒼衣に取りついており、神狩屋の〈断章〉を引き金に断片的に姿を現す。雪乃の「夢」の中で風乃と対峙し、自分自身の存在を完全否定されたことで、ようやく『理由』を得ることができた。風乃いわく「似た者同士」らしい。
- 『白雪姫』の〈泡渦〉での配役は「白雪姫」。

### 泡禍に呑み込まれた者
杜塚 眞衣子（もりづか まいこ）
蒼衣のクラスメイト｡母親は良子。『灰かぶり』の〈潜有者〉。〈異端〉化し、蒼衣の断章により殺害された。抱えた〈悪夢〉の内容は “自分は誰からも愛されなくなる” 。配役は「灰かぶり」。末期癌を患っている母親の介護のために学校を休みがちだったうえに、元来の大人しく気弱な性格もあってクラス内では非常に目立たない存在だったが、蒼衣に対し密かに想いを寄せていた。
両親は眞衣子が三歳の頃に離婚している。幼い頃より母親に虐待されていたために、左足がケロイド状態。その左足などにコンプレックスがあり、近所の公園に集まっている鳩に餌をやるのが唯一の楽しみだった。絵本、童話、児童文学などが好きだったために、本人が〈悪夢〉と童話の符合に気づいてしまい、恐怖が連鎖。結果として被害が拡大した。本編や外伝を含めて､〈悪夢〉と童話の符合を認識した唯一の〈潜有者〉。
〈悪夢〉の怪奇現象の内容は、悪意を持って他人を見るという「罪」の贖罪として目玉をつつき出される、血液や人灰から異形の鳩が産まれる、など。〈断章〉に目覚めた蒼衣によって殺害された後､〈名無し〉によって名前と存在を抹消され、蒼衣たち以外に彼女の存在を覚えている人間がいない。このことから、蒼衣は彼女を忘れず、彼女が存在したことを知る唯一の証人として生きることを決意する。
媛沢 遥火（ひめざわ はるか）
雪乃のクラスメイトでクラス委員長｡『ヘンゼルとグレーテル』の〈潜有者〉｡〈異端〉化したのち風乃の〈断章〉により殺害された。抱えた〈悪夢〉の内容は “自分が救えたはずの人が死ぬ” 。配役は「魔女になったグレーテル」。
誰にでも平等に接する責任感が強い性格の持ち主（この性格が〈異端〉化した原因）。クラス中から無視あるいは敵視されている雪乃に話しかける唯一のクラスメイトだった。雪乃曰く､「普通の世界を守る女主人」。小学生の頃、車の中に放置されていた赤ん坊を見かけ、その赤ん坊が数時間後に熱中症で死亡。そのことに関して、赤ん坊の母親から逆恨み気味の脅迫を受けたことが強いトラウマとなり、現在の異様に強い責任感を形成することになった。人通りのない所で駐車した車の近くを通るのが苦手。〈異端〉化するも死ぬまで自我と理性を維持し、最後の一線を踏み越えることはなかった。
〈悪夢〉の怪奇現象の内容は「殺人」を犯し「帰る場所」を失った者は「魔女」になる、赤ん坊の手形や顔がガラスに浮かび上がる、人間が自分の意志とは関係なしに、狭所に自身の体を潰れ砕けるまで押し込む、など。
横川 麻智（よこかわ まち）
雪乃と遥火のクラスメイト。癖毛のショートカットの少女。クラスで十を超える良くない噂から、雪乃に対し悪いイメージしか持っていない。両親は共働きで帰宅は遅く、時にはどちらも帰ってこないということさえある。頑固で友達思いだが、かなりの激情家で人の好き嫌いが激しく、友達を守るために時として過激な行動を取ることがある。
遥火とは小学校からの親友で、なにかにつけて心配してはいるが、親友というよりはむしろ妹分のように思っている節があり、少々お姉さんぶっている。遥火のトラウマになった「事件」のことも知っている。遥火の表情に、あの時と同じく何かを恐れているような色が浮かんでいることに気づき、それと前後するように彼女が雪乃と登校するようになると、雪乃が何かしたのではないかと思い、一層の不信感を抱く。そして学校から帰宅途中『神狩屋』から歩いてきていた遥火と雪乃、蒼衣を目撃し家まで後をつけて様子を窺い、遥火にさり気無く雪乃との関係に探りを入れるが答えないと悟ると、今度は雪乃に話を聞くため追いかけるが、途中で赤ん坊の母親（最初の魔女）に遭遇し〈泡禍〉に巻き込まれる。母親の家で目を覚まし、電子レンジに右腕が押し込まれ潰れ砕ける様に恐怖し〈異端〉化していた赤ん坊の母親を包丁で刺すが、殺しきれずにそのまま放置して自宅へ戻り､〈異端〉化して「二番目の魔女」となる。弟の亮を惨殺し、遥火を電話で自宅に呼び寄せ襲い掛かるが、振り払われて窓ガラスを割って転落し死亡。遺体は神狩屋の発言から〈名無し〉によって処理された模様。
麻智がなぜ「二番目の魔女」となって帰る場所を失ったのか定かではないが、神狩屋から両親がいつもいない自分の家を自らの帰るべき家であるとは初めから思っていなかったのかもしれないということが推測されている。
- 『ヘンゼルとグレーテル』の〈泡禍〉における配役は「魔女になったグレーテル」。

横川 亮（よこかわ りょう）
麻智の四歳違いの弟｡〈異端〉化した麻智により惨殺された。深々と首を切り裂かれて腹を割かれた亮の裸の死体を遥火が目撃している。
〈泡禍〉にも関わらず組み込まれもせずに死んでいった人物の一人。
海部野 幸三（あまの こうぞう）
神狩屋の義父｡『人魚姫』の〈潜有者〉｡〈異端〉化し始めたところを、蒼衣の〈断章〉により殺害された。抱えた〈悪夢〉の内容は “自分の愛する者たちが死んでいく” 。配役は「人魚の国の王様」。
幼い頃に飼っていた犬が死んだ時、手を洗ったことで犬の感触が全て消えてしまったことと、手洗い消毒をしたことで志弦の感触が消えてしまったことの符号が起因となっている。愛犬家で犬を家族同然であると思っている。そんな優しさを持っている反面、厳格な態度をとって周りに距離を置いてしまい、人と上手く付き合えない不器用な性格という典型的な亭主関白。
〈悪夢〉の怪奇現象の内容は、泡に触れると肉体が溶ける、しゃぼん玉の中に死者の姿が見える、など。現象の種類自体は少ないが、現象の範囲が途方もなく広く、最終的には彼が住む海辺の町全体が〈悪夢〉の舞台となった。また、排水溝から溢れた泡、ビールの発泡、石鹸・歯磨き粉・台所洗剤の泡、水面に浮かぶ泡、しゃぼん玉など、泡の種類は問わない。
海部野 志弦（あまの しづる）
神狩屋の婚約者。享年18。生まれつき虚弱体質で、心臓病を患っていた。渡米し心臓移植まで行なったが、術後の経過が悪く、入院した先の病院でも余命を延ばすことしかできなかった。病院の屋上で雅孝と出会い、体験したくてもできなかった学生の気分を味わうことに生きる喜びを見出だし、雅孝と愛し合うようになる。自身の命が今にも尽きようとしていることは彼女自身が一番よく分かっていたため、一度は雅孝を拒絶したが、結局は駆け落ち同然で退院し、雅孝と同棲生活を始めた。
同棲生活を始めてから1年も経たないうちに、雅孝に浮かび上がった〈悪夢の泡〉による〈泡禍〉で発狂し、作ったカレーシチューの中に自分の舌を切って入れた後自殺。彼女が最期に遺したものが〈潜有者〉の雅孝を〈断章保持者〉の神狩屋に変えた。
- 『八百比丘尼』の〈泡禍〉における配役は「釣り上げられた人魚」。
- 『人魚姫』の〈泡禍〉における配役は「人魚姫」。

斎藤 愛（さいとう まな）
勇路の幼馴染｡『赤ずきん』の〈潜有者〉。物語が始まった時点で、既に誰にも気づかれないうちに〈異端〉化しており、笑美の〈断章〉により殺害された。抱えた〈悪夢〉の内容は “自分の犯した罪が発覚する” 。配役は「赤ずきん」。
臆病で人見知りな性格であり、察しが悪く機微もない。小学校時代に凛が環の人形を妬んで、盗み出し、鋏で切り刻んだ挙句に石を詰めて神社の池に捨てた事件の共犯になってしまったことから、その罪が発覚することを怖れ、その恐怖が〈泡禍〉を浮かび上がらせた。
〈悪夢〉の怪奇現象の内容は､「狼」の呼びかけに答えると鋏で殺された後に、手・足・首を切断されて、姿を盗まれ、姿を盗まれた者は「狼」になる。最初の「狼」は凛（後述）、二番目の「狼」は愛が凛と一緒に切り刻んだ環の人形で、その後は環、環の両親、律子、愛の両親、知沙都と､「狼」は無尽蔵に連鎖し、最終的には愛の自宅を中心とする住宅街数ブロック（合計23棟）の住人の大半が「狼に成り代わられた赤ずきん」になってしまっていた｡「狼」に目をつけられる条件は「赤いものを頭に付けている」こと。
なお、発見された死体に石が詰め込まれていたのは〈悪夢〉の怪奇現象によるものではなく､〈異端〉化した愛の手によるもの。切り刻んだ人形に石を詰めて罪の発覚を防いだ過去から、切り刻まれた死体に石を詰めて当座の発覚を防いでいた。

東海林 凛（しょうじ りん）
愛の友人。それなりの素養を持ち合わせているがゆえに、嫉妬深く、少しでも自分より注目された人間に対しては裏で陰湿な嫌がらせを巧妙な手口で仕掛ける。彼女の策謀の綿密さと計算高さはその過程で培われたもの。しかし、純粋に友人思いな面もあり、相応の機微や人情も持ち合わせている。
彼女が環の人形を盗み出し、愛を共犯に巻き込んだことが『赤ずきん』の〈泡禍〉の元凶。しかし、彼女は『赤ずきん』の〈泡禍〉において〈潜有者〉側の一般人で唯一の生存者でもある。
- 『赤ずきん』の〈泡禍〉における配役は「最初の狼」。愛は赤い帽子を被っていた時に、彼女の呼びかけに答えてしまったため、この時点で愛は「最初の赤ずきんちゃん」になり､『赤ずきん』の〈泡禍〉が始まっていたとも考えられる。
- また、凛の鋏は『赤ずきん』の〈泡禍〉において「狼」と「狩人」の配役。

遠屋 環（とおや たまき）
愛の友人。愛と凛が切り刻んだ人形とお揃いの赤いリボンを髪に飾っていたため､「狼」に目をつけられた。
少なくとも､『赤ずきん』の〈泡禍〉が夢見子に予言されるより2年前の時点で、両親共々「狼」に殺害され、姿を盗まれていた。
- 『赤ずきん』の〈泡禍〉における配役は「狼に成り代わられた赤ずきん」。
- また、愛と凛に切り刻まれた環の人形は「お婆さん」と「二番目の狼」の配役。

新宮 律子（しんぐう りつこ）
愛の友人。髪を赤いゴムで結っていたため､「狼」に目をつけられた。石をつめられた遺体の胴体は斉藤家で発見された。
- 『赤ずきん』の〈泡禍〉における配役は「狼に成り代わられた赤ずきん」。

岡 知沙都（おか ちさと）
愛の友人。ほおずきのような赤い髪留めをしていたため､「狼」に目をつけられた。
- 『赤ずきん』の〈泡禍〉における配役は「狼に成り代わられた赤ずきん」。

衣川 遊美（きぬがわ ゆうみ）
イソップ童話「よくばりな犬」の〈潜有者〉（だと思われる）。
〈泡禍〉の内容は、自分の顔が映ったものから剃刀を持った白い手が伸び、自分の顔を傷つけようとする。
主に風呂、プール、水溜り等の水面や、鏡から「手」は現れる。
事の発端は生徒会長である同級生の男子に惚れ、彼が梨花（下記）と仲良くしているのを見たこと。「深夜十二時にカミソリを口にくわえて水を張った洗面器を覗き込むと、そこには将来の結婚相手の顔が映る」という占いを信じて実行したものの、何も映らなかったことに拍子抜けして剃刀を洗面器に落としてしまう。実はその占いは「もしもその時にカミソリを水の中に落としてしまうと、水は真っ赤に染まり、相手の顔に一生消えない傷がついてしまう」というもので、白い「手」が現れて自分を襲うのは親友の気持ちを裏切っている罰だと思っていた。
近所の橋で「手」に襲われたところを、蒼衣に助けられる。
加古下 梨花（かこした りか）
遊美の親友。生徒会書記をしている。
ホラーが好きで、チェシャ猫のような笑い顔をする。
古我 翔花（こが しょうか）
中学1年生の頃の雪乃の友達。イソップ物語『金の卵をうむめんどり』の〈潜有者〉。
母親が亡くなって間も無くに父が再婚。継母との確執に耐えかね、雪乃の家で泣いていた。
継母の執拗で明らかな悪意を含んだ嫌がらせにより、徐々に〈異端〉になっていく。一度、母の形見である指輪を猫に呑まされたことがある。その猫は直後に車に轢かれて死亡し、その肉塊の腹の中から指輪は取り出される。
そして2度目に指輪が無くなり、翔花は指輪を取り戻すために猫を惨殺していった（実際は継母によって売り飛ばされていた）。生前の風乃が彼女の「仕事」を発見されないよう、人通りの少ない場所を提供していた。後に料理をする際に猫の解体シーンがフラッシュバックし、精神的に「何か」の臨界点を突破してしまったことを知る。最終的には、父が継母との和解を切り出したことで、父は何も解っていなかったという事実に絶望し、父と継母をカッターで刺し、家に放火して逃走する。その後風乃に会い、最後には同じ市内のマンションから身を投げた。
- 配役は「金ではない卵」。

小杉 璃華（こすぎ りか）
翔花の友人。アニメの猫のような笑い顔をする。
前述の加古下梨花と容姿、性格共によく似ているが名前の字が違う。また、潜有者と雪乃達との仲介役を担ったリカという人物も存在し、この三名はリカが〈断章効果〉で見ている夢だと思われる。
金森 梢枝（かなもり こずえ）
琴里の八つ上の姉で『なでしこ』の〈潜有者〉。妹とは反対に長い黒髪の清楚で家庭的な美人。抱えた〈悪夢〉の内容は“助けられなかった死者からの糾弾”。〈悪夢〉の怪奇現象の内容は、死んだ人間がみんなの前に、または仄めかすように現れる。配役は最初の『なでしこ』では「王妃」、2つめの『なでしこ』では「庭師」。不仲の両親に代わって働きながら家事手伝い一切を引き受け、琴里にとっては親代わり的存在でもあった。一真と臣からも「ねえさん」と呼ばれ慕われている。身勝手で暴力ばかりふるう父親を心底軽蔑し、お金が貯まったら妹を連れて家を出ていく計画を支えに過ごしてきた。
琴里が自殺したことで生き甲斐が無くなってしまったことと、一番近くにいながら悩みに気付いてあげられなかったこと、さらに、その死を父親に中傷された上に母親の死の原因だと決めつけられ、そのうえ琴里の大切な一真と臣まで踏みにじられた悲しみと悔しさから〈泡禍〉が浮かぶものの、直後に果物ナイフで首を突いて自殺し、遺体をカラスに喰い荒らされているところを蒼衣と臣に発見される。その残り火が一真のトラウマに引っかかり〈断章〉を呼び起こしてしまったことで〈悪夢〉が活性化してしまうが、蒼衣によって拡大は防がれ、残った彼女の遺骨は彼の〈断章〉により消失した。
石田 臣（いしだ しん）
一真の幼馴染で親友。同じく幼馴染の琴里とは中学卒業から付き合っていた。幼い頃から常に周囲の目を気にしてきた優等生タイプで、自分とは正反対の天衣無縫な性格の二人に一種の憧れを抱いている。琴里の自殺に少なからず負い目を感じていた。一真の仲介で蒼衣たちと出会い協力する。活性化した一真の〈断章〉の最初の標的になってしまうものの、蒼衣と群草によって救われた。
- 最初の『なでしこ』の〈泡禍〉における配役は「王様」。
- 2つめの『なでしこ』の〈泡禍〉における配役は「狩人」と「狩人のふりをした王子」。
- また、臣が持ち帰った百合の花は、2つめの『なでしこ』の〈泡禍〉において「花に変えられた少女」の配役。そのため花は枯れることなく、終盤で一真の〈断章〉により「リーゼ」の配役である琴里の遺体が蘇った。

金森 勝（かなもり まさる）
梢枝と琴里の父親。眼鏡をかけた男性。妻が浮気をして出ていってからは毎晩酒に溺れ、あまつさえ梢枝に暴力を振るっていた。だが、妻によほどの未練があったのか離婚はしなかった。琴里の自殺を一真と臣のせいにしたり、さらには妻の自殺の原因だと中傷する身勝手で理不尽な性格で、娘の梢枝からは愛想をつかされていた｡『なでしこ』の〈泡禍〉の元凶だが､〈泡禍〉において〈潜有者〉側で唯一の生存者。
- 2つめの『なでしこ』の〈泡禍〉における配役は「王様」。

金森 秋子（かなもり あきこ）
梢枝と琴里の母親。見た目はいたって普通のおばさん。琴里が幼い頃に浮気をして出ていったが、夫に離婚を求めることはなく愛想を尽かしたのかどうかは不明。
琴里の死から数日後、蒼衣たちの目の前で列車に飛び込み自殺し、その首は飼い犬のシーザーに持っていかれ、最後は犬ごと国道でダンプに轢かれた。
- 最初の『なでしこ』の〈泡禍〉における配役は「犬に変えられた料理番」。

金森 琴里（かなもり ことり）
一真と臣の幼馴染。臣とは中学卒業から付き合っていた。短い髪に強い眉が印象的な少女で、男の子に間違われるほど気丈で男勝りな性格で正義感が強い。高校三年の七月初めに、臣と同じ大学を受験するのが難しいと予備校で言われたことを苦に、陸橋から電車に飛び降り自殺した。
- 最初の『なでしこ』の〈泡禍〉における配役は「王子」。
- 2つめの『なでしこ』の〈泡禍〉における配役は「リーゼ」。

真喜多 さやか（まきた さやか）
『いばら姫』の〈潜有者〉であり､〈異端〉。
抱えた悪夢の内容は、“自分を恨んでいる死者の復活”。配役は「仙女たち」。
自分のせいで死んでしまった一人目の『莉緒』をいつか生き返るのだと信じたかったため、二人目の子供に莉緒と名づける。
家のすべてを莉緒のためにささげるようにするが、自分のことを殺した自分たちを姫が恨んではいないか、という可能性に気づいてしまう。莉緒が自分たちの思いとは違う育ちかたをし、そして莉緒が話した「都市伝説」を聞いたことによって想像が確信に変わり、泡禍へと発展した。
勇路の〈断章〉で一度は殺害されたものの復活。以降、耀・莉緒・可南子らに危害を加え、雪乃の〈断章〉によって焼き払われながらも死ぬことはなかった。最期は蒼衣の〈断章〉で殺害された。
〈悪夢〉の怪奇現象の内容は、如何なる外的要因でも〈異端〉（＝自身）は死なない、家に入ることはできるが出ることはできなくなる、彼女が傷つけた部位に菊に似た花を咲かせる芽が生えるなど。
真喜多 輝之（まきた てるゆき）
真喜多家の大黒柱で建築デザイナー。
莉緒を『莉緒』の生まれ変わりとして名づけた張本人。莉緒自身を見ようとせず『莉緒』として育てようとばかりしていたため、本人から反感を買い、最終的には目をかけていた耀にまで反抗されていた。
アクアリウムが趣味で、金魚や蛙などを多く飼っており、自宅のデザインに取り入れるほど。
追い詰められた精神状態の中で、何度殺されても蘇る妻の姿を見て「すべてをやり直そう」と、自身の母（莉緒の祖母）を惨殺、蒼衣に深手を負わせたうえで莉緒をも殺害しようとしたが、逆に殺害された。
- 『いばら姫』における配役は「王様」。

真喜多 耀（まきた よう）
真喜多家の長男で莉緒の弟。
輝之にとっては自慢の息子。彼もまた父の教えを忠実に守っていた。それ故にかなり正義感が強く、家族の中でただ一人莉緒から信用されていた。
〈泡禍〉によって全身に芽を生やして死亡。
- 『いばら姫』における配役は「王子たち」。

真喜多 莉緒（まきた りお）
真喜多家の次女。本来『莉果』と名付けられる予定だったが、幼くして死亡した姉の生まれ変わりとして現在の名をつけられた（故にリカの〈効果〉対象に入っており、リカも生まれてこなかった『莉果』の夢をみている）。自分を「『莉緒』の生まれ変わり」=「『莉緒』のやり直し」としてしか見てくれない両親に対して反発していた。両親の西洋的な趣味に対して本人は和風を好んでいる。
『いばら姫』において、すべてを蘇らせてやり直そうと暴走し始めた父をゴルフクラブで殴って殺害している。
- 『いばら姫』における配役は「死の眠りから蘇ったものの、そんなことを望んではいなかったいばら姫」。

多代 亮介（たじろ りょうすけ）
浅井安奈のクラスメイト。地味な眼鏡男子を絵に描いたような容姿。
彫刻家になりたいと思っており、美大を目指してデッサンの練習をしている。
偶然机に置きっぱなしにしていたミュシャの画集を安奈が読んでいたことがきっかけで少し会話をするようになり、彼女の心に密かに思いを寄せていた。その為（〈葬儀屋〉の〈断章〉で蘇った）安奈を助けるために彼女を連れて逃避行を試みる。
彼が『しあわせな王子』の〈潜有者〉であるとする明確な記述がないものの、抱えた〈悪夢〉は “愛する者を、当人の望みで切り刻まなければならない” 。
安奈の外見などを羨む人々（民衆）にその原因（＝安奈の身体）を撒いて分けてあげていた。しかし〈葬儀屋〉の〈断章〉の〈効果〉により安奈は何度も蘇るようになっていたため、いつまでも続けなければならなくなってしまう。
最期は安奈を助けるように蒼衣に懇願するも、可奈子の鉈で頭を割られて死亡。遺体は「しあわせな王子」を収束しようとした蒼衣の〈断章〉の暴発に巻き込まれて、修司や可奈子、安奈と共に消滅した。
- 『しあわせな王子』における配役は「ツバメ」。

浅井 安奈（あさい あんな）
多代亮介のクラスメイト。下田樹里、野々村麻美、藤谷純、小林満梨子の4人とは小学校からの同級生である。
亮介の持ち物で机に置きっぱなしだったミュシャの画集を偶然見ていたことから、趣味が共通だったこともあり少し話すようになる。
可憐な容姿から男子に人気。しかしそれが理由で女子グループ（メンバーは後述）に中学時代からいじめに遭っている。だが、いじめに遭っているにもかかわらず、加害者の女子たちに好かれたいと思っているお人よし。
今までに母親が2度離婚しており現在は母子家庭。父親に性的なイタズラをされたと近所や学校の女子グループで噂になっているが、これは二番目の父親（義父で妹の実父）の仕業で本当のこと。
〈泡禍〉によって自宅で家族（実母、異父妹）と死体になっているところを〈ネットロッジ〉のメンバーに発見され、処理をするために〈葬儀屋〉の〈断章〉で蘇った。ところが、そこへ安奈の欠席を心配した亮介が様子を見に安奈の自宅へ現れ、その姿にただならぬ気配を察し、安奈を連れ出して逃避行に走ったことで事件は起こってしまう。
死亡の理由となった〈泡禍〉などの詳細はわからずじまいで、結局作中で明かされることはなかった（『しあわせの王子』の可能性とまた別の〈泡禍〉の可能性があるため）。
最期は亮介を殺害した可奈子の鉈で切り刻まれ､「しあわせな王子」を収束しようとした蒼衣の〈断章〉の暴発に巻き込まれて、修司や可奈子、亮介の遺体と共に消滅した。 
- 『しあわせな王子』における配役は「王子」。

下田 樹里（しもだ じゅり）
浅井安奈をいじめていた女子グループの一人。安奈、野々村麻美、藤谷純、小林満梨子の3人とは小学校からの同級生である。
オシャレを自認しているグループのムードメーカーで、常にオシャレの情報収集と研究に余念がなく、ファッション雑誌と芸能雑誌をいつも買っている。
自分の名前にコンプレックスのある少女で、名前自体は気に入っているのだが、その名前が付いた自分の顔が普通に可愛くもなんともない典型的な日本人顔であることに不満とコンプレックスを持っている。故に共働きの両親がどうして結婚したのかということにも不満を持っている。実際、中学生の時にそれが原因で両親を罵っている。そういう感情的な所業が多く、それは家庭内のみならず外でも度々発揮され、樹里に逆らうと面倒だという一種のリーダーシップになっている。
また、自分の好き嫌いを言い立てるのも当たり前と考えている。しかし、好きなものも多いが嫌いなものはもっと多く、そして自分が好きなものが人に貶されるのも、自分が嫌いなものが人に褒められるのも大嫌いだった。
安奈が死のうが何をしようが知ったことではなかったが、自分の家で見たものが安奈の亡霊ではないと証明したいが為に、蒼衣と雪乃に接触して安奈に繋がる唯一の物的証拠である携帯電話を、安奈とは友達なので自分たちから携帯電話を返しておくという嘘をついてまで手に入れようと計画するなど、自己中心的かつ自己保身さが見える性格である。
陰口も呼吸のようなものと考えており、人間はみんなそうだと疑っておらず、陰口という自覚も無い。また樹里の中では安奈へのいじめもいじめだと思っておらず、ただの人間関係に過ぎないと思って疑っていない。なので皆にとって目障りな人間が冷たくされるのは当たり前のことで、安奈は仲間内で嫌われている人間の1人で、その中でも逆らわない人間という、それ以外にはなんら特別ではない人間だったと思っている。
麻美と同じく、亮介が剥いだ安奈の顔の皮を家で見たことに怯え、純と満梨子を呼び出して話を聞いてもらっていたところ、呼び出していた麻美が病院に入院しており呼び出されて病院に向かうが、病室で自殺していた麻美を発見する。
満梨子と共に安奈の携帯電話を拾った（という建前の）蒼衣と雪乃に接触し、安奈の死体を探していることを告げられ動揺、満梨子が安奈と関係は無いと見え見えの言い逃れをして自己保身に走ってしまい、安奈の死に関して驚かなかったことから蒼衣と雪乃に安奈の死を含めて全てを知っていたのではないかと疑いの目で見られてしまう。その後、亮介に襲われ怪我を負った純の見舞いに訪れて〈泡禍〉に巻き込まれ、蒼衣と雪乃に接触した時に入手した蒼衣の携帯番号で助けを求める。しかし、純の病室で〈泡禍〉の惨劇を目撃して、満梨子と共に純を置き去りにして逃げ出す。だが、病院内が錯乱状態と化す中で満梨子とはぐれてしまい、病院内で異形となった患者たちから縋られた時についた血が腕や足、服に付着し、その気持ち悪い感覚や感染りそうで怖い精神的な不快感を覚えたり､〈異形〉化した満梨子に縋られて恐怖と絶望を感じて心身両面で追い詰められていき、最終的には折り重なった人間の肉の海を目撃して腰が抜け､〈泡禍〉によって口を塞がれて窒息し、病院内からの脱出を果たせずに死亡した。
- 『しあわせな王子』における配役は「民衆」。

野々村 麻美（ののむら まみ）
浅井安奈をいじめていた女子グループの一人。
恋愛話が大好きで、それで皆と盛り上がっている。また、クラスの男子、学校の先輩、男性アイドルグループにも誰よりも入れ上げている。
浅井安奈や下田樹里、藤谷純、小林満梨子と小学校からの同級生。安奈がいじめられる最初の原因を作った。その原因とは、小学校の頃麻美はとある男子が好きだったが、その男子は安奈のことが好きだったというありきたりな内容だった。そのことを知った麻美はまるで自分が被害者のように振る舞い樹里をはじめとする皆の同情を買い、皆で安奈を取り囲んで謝らせた。現在麻美はその男子のことは好きでもなんでも無くなったが、その出来事から安奈のことがムカつく目障りな存在だと思っている。しかし、当の本人は自分がそのいじめの原因だったということを忘れており、原因となった事件も今やただ安奈がムカつくエピソードの1つに過ぎなくなっており、安奈は可愛いから調子に乗っている嫌われ者だという結果だけが残って、その因果は麻美の中からは完全に失われている。また自分たちにいじめ続けられてもなお自分たちに好かれ、仲間に入りたがっている安奈を図々しいと思っている。自分に不都合なことがあったときは黙っていれば済むと思っており、大体取り返しの付かない事態になってからバラすかバレる。
樹里と同じく、亮介が剥いだ安奈の顔の皮を家で見たことがきっかけで泡を吹き頭を打って病院に救急搬送される。
その後樹里に宛てた遺書を遺し自殺した。亮介からはこの程度で自殺するほど臆病なくせに、安奈をいじめていたことで弱くて蒙昧な人間で、人をいじめた報いを受ける覚悟もないと酷評された。
麻美の遺体は、樹里と満梨子が純の見舞いに訪れた時にはまだ病院内にあるという描写があり、後に病院が〈泡禍〉の現場と化し、証拠隠滅と〈異形〉を一掃するために起こした風乃の〈断章〉により病院が火事となったため、共に消失したと思われる。
- 『しあわせな王子』における配役は「民衆」。

藤谷 純（ふじたに じゅん）
浅井安奈をいじめていた女子グループの一人。
安奈、樹里、麻美、満梨子とは小学校からの同級生。グループの中で一番背が高く痩せており、派手でノリも威勢もいい。だが、実際には小心者で安奈へのいじめや悪口もグループから仲間外れにされたくない、安奈のようには絶対になりたくないという怖れがあるために加担していたに過ぎず、罪悪感で気が咎めていた。それ故に麻美と麻美が自殺前に遺書を残したことや遺書の内容、麻美という友達が死んだというのに安奈の携帯電話を拾った（という建前の）蒼衣と雪乃に平気で接触しようとする樹里や満梨子が許せず、それらに関して憤慨していた。そのような思いから自分が人の死を悲しまない非情人ということを意識しながらも、麻美の身勝手な遺書の内容により、麻美の死のショックも悲しむ気持ちもほぼ完全に消え失せていた。
その後、亮介に襲われて右目を刳り抜かれて気絶。蒼衣たちが亮介に関する記憶を純から消した後に匿名で通報されて病院に入院していたところ〈泡禍〉に巻き込まれ、ガーゼを当てていた右目から大量の血が溢れ出てきてしまい、それに恐怖した樹里や満梨子に逃げ出され、ベッドですすり泣いていたところを喜美江に発見され、ともに病院内で死亡したと思われる。
夜遊びにだけはうるさい両親がいる。両親のうち母親が入院した純に付き添い、樹里と満梨子を対面させたが、彼女も病院内で〈泡禍〉に巻き込まれて死亡したと見られる。
- 『しあわせな王子』における配役は「民衆」。

小林 満梨子（こばやし まりこ）
浅井安奈をいじめていた女子グループの一人。安奈、樹里、麻美、純とは小学校からの同級生である。
背格好は樹里と似ているが彼女に比べてぽっちゃりしており、常にへらへら笑っているような表情と雰囲気を持っている。
妙に若々しく、満梨子の友人にも自分の友人のように付き合う母がいる。
樹里と共にの携帯電話を拾った（という建前の）蒼衣と雪乃に接触し、安奈の死体を探していることを告げられ動揺、安奈と関係無いと見え見えの言い逃れをして自己保身に走ってしまったことと安奈の死に関して驚かなかったことから、蒼衣と雪乃に全てを知っていたのではないかと疑いの目で見られてしまう。その後、亮介に襲われ怪我を負った純の見舞いに病院を訪れて〈泡禍〉に巻き込まれて心身共に追い詰められていき、樹里と共に純を置き去りにして逃げ出す。だが、病院内が錯乱状態と化す中で樹里とはぐれてしまい〈異形〉化する。その後、その姿で樹里に助けを求めるも振り払われてしまい、死亡したと思われる。
- 『しあわせな王子』における配役は「民衆」。

野々村 菜央（ののむら なお）
野々村麻美の妹。麻美と小学校からの仲で、一緒に遊んでいた樹里たちにとっては勝手知ったる仲。
樹里たちの影響かお洒落で派手目な中学生。
吉田 喜美江（よしだ きみえ）
麻美と純が入院した病院に勤務する看護師。面会時間終了が近いことを告げるために見回りに出る。その中で樹里と満梨子に逃げ出され、すすり泣いていた純を見つけるが、この時すでに〈泡禍〉が始まっており、それに巻き込まれ死亡。
〈泡禍〉にもかかわらず組み込まれもせずに死んでいった人物の一人。

眞守 玲（まもり れい）
『ラプンツェル』の〈潜有者〉｡〈断章保持者〉である眞守大輔の長女で、一家ぐるみで「ロッジ」の世話になっていた。抱えた〈悪夢〉の内容は “愛する人のために掴んだものが間違っていて、その結果大切な人を失う” 。配役は「魔女」であり「王子」。
目の前で死んだはずの妹が、父親に連れられて帰ってきた時には異様なモノと化していたことに恐怖心を抱き、その時〈泡禍〉や〈断章〉について聞かされる。そのため物心ついた頃から悪夢にさいなまれた母親と変貌した『妹』を間近で見てきたものの、内心では受け入れることができなかったために〈泡禍〉が浮かび、それが湖乃美の死と父親の負傷によって膨れあがり、しまいには両親が入院した病院全体が〈異形の森〉と化した。母親のトラウマから髪を伸ばすのをやめ、趣味だったブログも秘密を漏らしてしまうことを恐れてやめてしまった。
〈悪夢〉の怪奇現象の内容は、高い所にいると見えない「手」に髪を引っ張られる。目を潰され「異形の一部」を大切な人だと思い込み、自分も取り込まれて〈異形の森〉となる。〈森〉に取り込まれる条件は「愛する人の死を受け入れきれていない」こと。条件が条件なだけにこの〈泡禍〉は、下手をすれば誰もがなりうる可能性があった。
母親を追いかけて取り込まれかけた際、偶然居合わせた勇路に助け出されるものの、怪我により盲目となったことで再び「愛する人」の姿を間違え、父親共々〈異形〉化し、駆けつけた勇路と神狩屋によって「死滅」した。
眞守 大輔（まもり だいすけ）
玲の父親で〈断章保持者〉。健康そうな肌とは裏腹に白髪の目立つ髪と目元に深い皺を刻んでいる。
小学生時代に好奇心で妻の髪を引っ張って大怪我を負わせてしまったことがきっかけで〈断章〉が発生し、一家ぐるみで「ロッジ」の世話になっていた。結婚後落ち着きを見せた矢先に紫が見えない「手」によって転落死し、発狂しかけた妻を繋ぎ止めるために禁忌だと知りながらも瀧の〈断章〉で蘇らせてもらい、うわべながらも幸せを掴もうと画策していた。
妻の連絡で駆けつけた病室で目撃した「手」に髪を掴まれ、アルミ格子に頭を打ちつけて大怪我を負い別の病室に運ばれるが、目覚めると同時に「手」に引かれた妻を目撃し後を追いかけて〈森〉にたどり着き、同じくのまれかけた玲を救おうとするが共に〈異形〉化した。
最初は彼か妻の〈断章〉が､〈葬儀屋〉の死で起きた紫の消失が引き金による暴発だと考えられていた。
- 『ラプンツェル』における配役は「王子」。

秋山 湖乃美（あきやま このみ）
玲の小学校の頃からの親友。背が高く長い髪の持ち主だが、見かけによらず姉御肌で大雑把な性格。
当初はがさつなスポーツマンタイプで服装にも無頓着だったが、怪我でやめたことをきっかけに玲が服から髪まで見立て上げ、今ではモデルに間違われるほどおしゃれで美人に成長した。
玲の家に寄った際偶然『妹』の部屋を見てしまい、気を落ち着かせるために向かった展望台で「手」に髪を引っ張られ転落死し、後に遺体は〈森〉にのまれた。玲が何か隠し事をしていたことに薄々だが感づいていた様子。
- 『ラプンツェル』における配役は、明確に記されていないが恐らく「二番目のラプンツェル」。

眞守 葉子（まもり ようこ）
大輔の妻で玲と紫の母親。旧姓は板橋。小学生時代、夫に悪戯で髪を引っ張られて階段から落ちて大怪我を負ったことがトラウマとなって〈断章〉が発生し、一家ぐるみで「ロッジ」の世話になっていた。それが原因で高い所から引きずり落とされることに極端に恐怖心を抱き、自分の身体を何かと紐でつないでおかないと家の中も満足に歩けない状態になっていた。
しかし、落ち着きを取り戻した矢先に紫が転落死し発狂しかけ、夫が藁にもすがる想いで瀧の〈断章〉で蘇らせてもらったことにより表状は人らしさを取り戻し、紫が『人』でなくなったにもかかわらず甲斐甲斐しく世話をしていた。しかし、瀧の「死亡」で紫が消えてしまうと再び発狂し、ベランダから飛び降り自殺を図って盲目になるほどの大怪我を負った。その後入院していた病院で「手」を紫と間違えて〈森〉に連れていかれ〈異形〉にのまれた。
事件が発覚した当初は、彼女が夫の〈断章〉が､〈葬儀屋〉の死で起きた紫の消失が引き金による暴発だと考えられていた。
- 『ラプンツェル』における配役は「王子」。

眞守 紫（まもり ゆかり）
大輔の二番目の娘で、玲の少しだけ歳の離れた妹。半年前に突然現れた「手」に髪を掴まれて転落死し、大輔の願いで瀧の〈断章〉により蘇らせてもらうが、言葉も話さず家族のことも分からず、手掴かみで物を食べ、時々絶叫して暴れまわる『異形』となっていたため、ある意味『ラプンツェル』の〈泡禍〉の元凶ともいえる存在である。
瀧の「死亡」後〈断章〉が消えた事で塵の塊となって消滅した。
- 『ラプンツェル』における配役は、明確に記されていないが恐らく「最初のラプンツェル」。

飯田 真佐代（いいだ まさよ）
眞守一家が世話になっているロッジの世話役。田舎のおばさんといった風貌。蒼衣に対し露骨に無粋な態度をとり、慈悲や自制に欠けている。雪乃いわく「〈騎士〉も〈ロッジ〉も理解していない素人」｡
神狩屋によって彼の〈断章〉を摂取させられたために全身が〈異形〉化し死亡｡〈泡禍〉にもかかわらず組み込まれもせずに死んでいった人物の一人。
溝口 葉耶（みぞぐち はや）
詳細はサブキャラクターの項を参照。
溝口夫人（みぞぐちふじん)
葉耶の母親で『白雪姫』の〈潜有者〉。抱えた〈悪夢〉の内容は “死んだはずの娘が何度も蘇る” 。
葉耶をずっと虐待しており、ある時、口答えをしたことに腹を立てて絞殺し家のガレージの下に埋めた後、何食わぬ顔で警察に捜索願を出した。だが、それから葉耶が生き返ってくる悪夢に苛まれるようになり、そこへ〈泡禍〉が浮かび上がったことで、本当に蘇った葉耶を掘り起こしては再び首を絞めて殺し直すを何度も繰り返したことで死体が発見され逮捕された（蒼衣と夢見子が見たのはこの時の光景だった）。
その後執行猶予がついて家に戻ってからも〈泡禍〉は止まず、周りには祖母だと偽ってひっそりと暮らし、死んだ後の年数分の人形を供えながら、病死するまで空っぽの穴から生き返る葉耶を何度も殺し直し続けた。そのため〈泡禍〉自体は当事者の死亡で既に止まっていたのだが、そこへ同じ悪夢から生まれた〈断章〉を持った蒼衣と夢見子が現れたことで残った〈泡禍〉が呼び水効果を生み、さらに神狩屋が配役に組み込まれようと便乗した末に膨れあがってしまった｡〈悪夢〉の怪奇現象の内容もそのまま、何度も生き返る娘を、自らの手で何度も殺す。
登場から最後まで名前が不明のままだった。
- 『白雪姫』の〈泡禍〉における配役は「お妃」。
- また、彼女が供えた七つの人形は『白雪姫』の〈泡禍〉において「小人」の配役。

神狩屋（かがりや）
詳細は鹿狩 雅孝の項を参照。
白野 光一（しらの こういち）
蒼衣の父親。当初蒼衣は葉耶を親同士が親友による幼馴染だと思っていた。
神狩屋が自分の血液を混ぜた『毒リンゴ』を食べたことで〈異形〉化。それを見た蒼衣に激しく「拒絶」され殺害された。
白野 圭（しらの けい）
蒼衣の母親。当初蒼衣は葉耶を親同士が親友による幼馴染だと思っていた。
神狩屋が自分の血液を混ぜた『毒リンゴ』を食べたことで〈異形〉化。それを見た蒼衣に激しく「拒絶」され殺害された。

## 用語

### 泡禍（ほうか、バブル・ペリル）
神が見た悪夢。作品中での「神」とは｢すべての人間の無意識は共有されている」という集合無意識に眠っている絶対存在のこと。神は全知ゆえにこの世のすべての恐怖を見て、そして、全能なるゆえに神の手で切り捨てられ、それが人間の抱える恐怖に浮かび上がり溶け合い、現実となった悪夢。及び、その悪夢が引き起こす一連の異常現象。
「物語には共通点が見られるものが多く存在する」という考えから、童話、また番外編では寓話に符合することが多く見られ、符号からこれから起こる泡禍を予測、あらかじめ対策をとることが可能と考えられている。

### 断章（フラグメント）
〈泡禍〉から生還した人間の心に残された〈悪夢の泡〉の欠片。〈泡禍〉によって対象者に植えつけられたトラウマを引金として、現実世界に様々な異常現象を呼び出す事ができる。これを持つ者を〈断章保持者〉（フラグメント・ホルダー）と呼称する。〈泡禍〉に対する唯一無二の対抗手段ではあるが、いつ暴走するか分からない危険性を孕んだ諸刃の剣。また、人間の心が有限ゆえに、無限の普遍性を持つ神の悪夢は一つしか所有できない。この性質のために、〈断章保持者〉は他人の悪夢によって異形（後述を参照）化する事はない。
効果（エフェクト）
〈神の悪夢〉によって引き起こされる異常現象の内、〈断章保持者〉が保持する〈断章〉によるものを特に〈効果〉と呼称する。当然のように、現象の内容は多岐に渡る。
オリジナル
〈悪夢の泡〉が自身の心に浮かび上がった過去を持つ〈断章保持者〉。〈断章保持者〉には大きく分けて二つの種類が存在し、一つは〈泡禍〉に巻き込まれた事で〈神の悪夢〉のトラウマを心に負ったケースで、もう一つは〈潜有者〉自身が〈断章保持者〉になったケースである。この場合の後者をオリジナルと呼称する。オリジナルと、そうでない〈断章保持者〉の割合は不明だが、作中では現在までのところ、明らかになっているオリジナルの〈断章保持者〉は神狩屋のみ。蒼衣と夢見子の〈断章〉のオリジナルは葉耶、雪乃の〈断章〉のオリジナルは風乃。颯姫は〈血脈〉のため、どちらにも当てはまらない。瀧、可南子、群草、笑美に関しては不明、笑美はオリジナルとされることもあるが夫の〈泡渦〉でなのか自分の〈泡渦〉であるのかが不明確である。
潜有者（インキュベーター）
大小に関わらず、〈泡禍〉の中心となっている人間。潜在顕在を問わず、〈潜有者〉が心の中に抱えている悪夢によって、〈泡禍〉はいかようにでも姿を変える。
異端（ヒアティ）
〈潜有者〉が〈悪夢の泡〉がもたらす悲劇、異常現象などによって、自我が保てなくなり発狂した状態。正気を失った〈潜有者〉は無尽蔵に〈泡禍〉を撒き散らす門と化し、また正気に立ち返った前例が絶無のため、〈異端〉化した〈潜有者〉に対しては殺害の措置しか選択されない。
異形（ディジェネレーション）
〈泡禍〉に遭遇した人間が、明らかに異常な形状（複数の人間が溶け合わさったり、人体の傷口から別の生物の体の一部が生えるなど）に変貌した状態。〈異形〉化した時点で正気あるいは生命が失われているため、元に戻す方法などは存在しない。そのため、発見されると同時に殺害される。
血脈（リニッジ）
母親から子供に〈断章〉が遺伝すること。強力な〈断章〉は稀に母系遺伝することがあり、〈血脈〉に連なる子供は誕生した時点で〈保持者〉ということになる。生後間もなくの自我が確立されていない人間に〈断章〉が宿っていることは非常に危険であるため、基本的には〈血脈〉は発見され次第、殺害される。ただし、その〈断章〉の〈効果〉が〈騎士団〉の活動において極めて有用かつ比較的に危険度が低い場合のみ保護される。その場合、〈血脈〉の子供は戸籍を持たない私生児として、各地の〈ロッジ〉に養われることになるのが通例。典型例は〈食害〉。
継承者（サクセサー）
〈断章保持者〉が自らの〈断章〉を暴走させてしまい、発生した〈泡禍〉によって他者が〈断章保持者〉となったものをさす。
遺物（レリック）
〈断章〉の〈効果〉を受け続けて悪夢を宿した物。

### 断章騎士団（オーダー・オブ・ザ・フラグメンツ）
〈断章保持者〉の中でも、〈泡禍〉に巻き込まれた人間を救うために無償で戦う者たちが所属する相互扶助組織。〈騎士団〉に所属する〈断章保持者〉を〈騎士〉（オーダー）と呼称する。ただし、所属する全員が戦闘要員ではなく、約8割はサポートや補助に徹している。それでも〈騎士〉と、そうでない〈断章保持者〉の死亡率は2倍も変わらない。〈断章〉の暴発の危険性と頻度を如実に表している数字と言える。また、〈騎士団〉の活動拠点となる場所は〈ロッジ〉と呼称される。
彼らの任務には、〈保持者〉の〈断章〉が暴走しないようにすることも含まれる。例えば、断章詩の使用や特定の服装（雪乃のゴスロリ衣装など）への着替えなどは有事の際に〈断章〉を発動しやすくすると同時に〈断章〉の暴走を抑えるためのもの。
断章詩
過去に自分が遭遇した〈泡禍〉に対するトラウマを鮮明かつ瞬時に心の中から汲み出し、より迅速に〈断章〉の〈効果〉を発動させるための言葉。元々は〈断章〉の原因となった事件の中で最も強烈だった言葉の中から、できるだけ日常的に使わないものを選び、更にそれを記憶と結びつけ、普段の日常生活でその言葉を思い浮かべない事によりフラッシュバックを抑制するためのもの。
使用するか否かは〈保持者〉によって異なるが、作中では戦闘要員の〈騎士〉に使用者が多い。具体例については登場人物の項を参照のこと。
マリシャス・テイル（悪意ある物語）
童話作家のジョン・デルタによって書かれた書物。〈泡禍〉に関する記述が見られる。

## 既刊一覧

### 小説（旧版）
- 甲田学人（著）・三日月かける（イラスト）、メディアワークス→アスキー・メディアワークス〈電撃文庫〉、全17巻
  - 『断章のグリムI 灰かぶり』、2006年4月10日発売[21]、ISBN 4-8402-3388-8
  - 『断章のグリムII ヘンゼルとグレーテル』、2006年7月10日発売[22]、ISBN 4-8402-3483-3
  - 『断章のグリムIII 人魚姫・上』、2006年12月10日発売[23]、ISBN 4-8402-3635-6
  - 『断章のグリムIV 人魚姫・下』、2007年3月10日発売[24]、ISBN 978-4-8402-3758-1
  - 『断章のグリムV 赤ずきん・上』、2007年7月10日発売[25]、ISBN 978-4-8402-3909-7
  - 『断章のグリムVI 赤ずきん・下』、2007年12月10日発売[26]、ISBN 978-4-8402-4116-8
  - 『断章のグリムVII 金の卵をうむめんどり』、2008年4月10日発売[27]、ISBN 978-4-04-867016-6
  - 『断章のグリムVIII なでしこ・上』、2008年8月10日発売[28]、ISBN 978-4-04-867172-9
  - 『断章のグリムIX なでしこ・下』、2008年12月10日発売[29]、ISBN 978-4-04-867420-1
  - 『断章のグリムX いばら姫・上』、2009年4月10日発売[30]、ISBN 978-404-867764-6
  - 『断章のグリムXI いばら姫・下』、2009年8月10日発売[31]、ISBN 978-4-04-867939-8
  - 『断章のグリムXII しあわせな王子・上』、2010年5月10日発売[32]、ISBN 978-404-868541-2
  - 『断章のグリムXIII しあわせな王子・下』、2010年10月10日発売[33]、ISBN 978-4-04-868929-8
  - 『断章のグリムXIV ラプンツェル・上』、2011年3月10日発売[34]、ISBN 978-4-04-870376-5
  - 『断章のグリムXV ラプンツェル・下』、2011年8月10日発売[35]、ISBN 978-4-04-870730-5
  - 『断章のグリムXVI 白雪姫・上』、2011年12月10日発売[36]、ISBN 978-4-04-886185-4
  - 『断章のグリムXVII 白雪姫・下』、2012年5月10日発売[37]、ISBN 978-4-04-886563-0

### 小説（完全版）
- 甲田学人（著）・あんりふれ（カバーイラスト） 『断章のグリム 完全版』 KADOKAWA〈メディアワークス文庫〉、既刊3巻（2025年4月25日現在）
  1. 「灰かぶり / ヘンゼルとグレーテル」2025年2月25日発売[38]、ISBN 978-4-04-916007-9
  2. 「人魚姫」2025年3月24日発売[39]、ISBN 978-4-04-916008-6
  3. 「赤ずきん」2025年4月25日発売[40]、ISBN 978-4-04-916010-9

### 漫画
- 甲田学人（原作）・三日月かける（キャラクターデザイン）・松坂ユタカ（作画） 『断章のグリム』 集英社〈集英社ホームコミックス〉、全4巻
  1. 2016年11月19日発売[41]、ISBN 4-8342-3248-4
  2. 2017年4月19日発売[42]、ISBN 978-4-8342-3256-1
  3. 2018年1月19日発売[43]、ISBN 978-4-8342-3262-2
  4. 2018年8月17日発売[44]、ISBN 978-4-8342-3270-7